# ناتان غولدبلوم
ناتان غولدبلوم (بالعبرية: נתן גולדבלום) (4 أبريل 1920 - 29 يونيو 2001)  عالم بكتيريا إسرائيلي.
ساهم في إنتاج اللقاح ضد شلل الأطفال في إسرائيل. حصل على جائزة إسرائيل لعلوم الحياة في عام 1988.
وبفضله أصبحت إسرائيل الدولة الثالثة في العالم أجمع، بعد الولايات المتحدة والدنمارك، التي أنتجت اللقاح بنفسها ووفرت كافة احتياجات سكانها في هذه المنطقة.

## بداية حياته
ولد غولدبلوم في سوسنوفييتس في بولندا عام 1920، وفي عام 1938 هاجر إلى فلسطين الانتدابية لدراسة علم الجراثيم في الجامعة العبرية على جبل المشارف.

## مختبر روش بينا
وبعد الانتهاء من دراسته وحصوله على شهادة جامعية عام 1943، انضم إلى مختبر أبحاث الملاريا في مستوطننة روش بينا. ثم تولى إدارة المختبر لفترة قصيرة بسبب تجنيد المدير السابق في الجيش البريطاني. وخلال هذه الفترة، كرس ناتان غولدبلوم وقته لموضوعين: مكافحة الملاريا في المستوطنات العبرية في وادي الحولة وفي القرى العربية القريبة من مستنقع بحيرة الحولة، والعمل على رسالة الدكتوراه تحت إشراف البروفيسور شاؤول أدلر.

## الخدمة في الجيش
ومع اندلاع حرب فلسطين في نهاية عام 1947، انضم غولدبلوم إلى قوات الهاغاناه في الجليل ولاحقًا إلى الجيش الإسرائيلي حيث خدم في الهيئة الطبية وكان أحد منظمي الطب الوقائي في الهيئة ومسؤولًا عن مجال الملاريا. وخلال الحرب انتقل مع عائلته إلى حيفا.

## مكافحة شلل الأطفال
بين عامي 1949-1951، انتشر وباء شلل الأطفال في إسرائيل وأودى بحياة الكثير، خاصة بين الأطفال، ولكن أيضًا بين البالغين. وفي المجال الطبي، تم اتخاذ قرار بإرسال غولدبلوم إلى جامعة ييل في الولايات المتحدة، حيث أجريت أبحاث مكثفة حول شلل الأطفال. وهناك درس علم الفيروسات. وتخصص في دراسة الأمراض الفيروسية وخاصة في دراسة شلل الأطفال، وعند عودته إلى إسرائيل تم تعيينه رئيساً لقسم الوبائيات في معهد البحوث الطبية العسكرية، حتى نقله إلى وزارة الصحة عام 1955.
في الولايات المتحدة، يصيب مرض شلل الأطفال عشرات الآلاف من الأطفال والبالغين كل عام، لذلك تم استثمار الكثير من الموارد في إعداد لقاح ضد فيروس شلل الأطفال. وفي وقت مبكر من عام 1954، بدأ إنتاج مركب سولك، وهو مركب يحتوي على فيروس شلل الأطفال الضعيف. وواجهت إسرائيل صعوبات كثيرة في شراء المركب الأمريكي، فقررت وزارة الصحة إرسال الدكتور غولدبلوم إلى مختبر الدكتورة جوناس سولك في جامعة بيتسبرغ لتعلم طريقة تحضير المركب.
كان وباء شلل الأطفال في إسرائيل متفشيا. وفي عام 1950 أصيب حوالي 1600 شخص بهذا المرض، وكانت نسبة الإصابة 12.8 مريض لكل 10000 نسمة. ومنذ ذلك الحين وحتى عام 1956 ظل معدل الإصابة بالمرض ثابتا، وطوال هذه الفترة كان 85% - 90% من المرضى من الأطفال دون سن الخامسة.
في وقت مبكر من عام 1955، ظهرت تقارير حول نجاح مركب سولك في الحد من معدلات الإصابة بالمرض في الولايات المتحدة. وباستثناء الولايات المتحدة، كان إنتاج المركب موجودا فقط في الدنمارك. ونظرًا لارتفاع معدل الإصابة بالمرض في إسرائيل، كانت الحكومة الإسرائيلية ووزارة الصحة تتطلعان إلى الحصول على مركب يستخدم في تطعيم الأطفال الإسرائيليين، لكن مثل هذا المركب لم يكن متوفرًا ولم تتمكن إسرائيل من الحصول عليه؛ لذلك تقرر في وزارة الصحة تكليف البروفيسور غولد بلوم ومختبره بالبدء في إنتاج المركب.
أنشئ المختبر في مجمع مستشفيات تشالون في يافا، وبدأ العمل فيه في شتاء 1955-1956. كان الهدف هو إعداد مركب للتطعيم لجميع الأطفال من سن 6 أشهر إلى 3 سنوات بالفعل في ربيع عام 1957. واعتمدت طرق الإنتاج على طريقة جوناس سولك، وتألفت في جوهرها من زراعة الفيروس في مزارع الخلايا المشتقة من كلى القرود، ثم قتل الفيروسات عن طريق العلاج بالفورمالين. وفي عام 1956 وصل الإنتاج إلى 100 لتر وفي عام 1959 ارتفع بالفعل إلى 400 لتر. واستوفى المركب جميع اختبارات السلامة المطلوبة وفقًا للمعايير المستخدمة في ذلك الوقت في الولايات المتحدة.
ومن كبار أعضاء الفريق الذين شاركوا في تحضير المركب: غولد بلوم وجورج ميلر والدكتورة تامار غوتليب ستيميكي، الذين درسوا إنتاج اللقاح في مختبر جون أندرز في مستشفى بوسطن للأطفال.
واصل غولدبلوم وزملاؤه عمل الإنتاج، وحصلوا على دعم المدير العام لوزارة الصحة، البروفيسور شمعون بتيش، وفي أوائل عام 1957، تم إعطاء دواء هوزارك لحوالي 60.000 طفل وطفل لأول مرة. ولقد أثبت فعاليته، وأصبحت إسرائيل الدولة الثالثة في العالم التي تهزم وباء شلل الأطفال. وبعد سنوات قليلة، أصبح المختبر الصغير في يافا هو المختبر المركزي للفيروسات التابع لوزارة الصحة، والذي يقع حاليا في مركز شيبا الطبي في تل هشومير.

## باحث ومدرس ومستشار

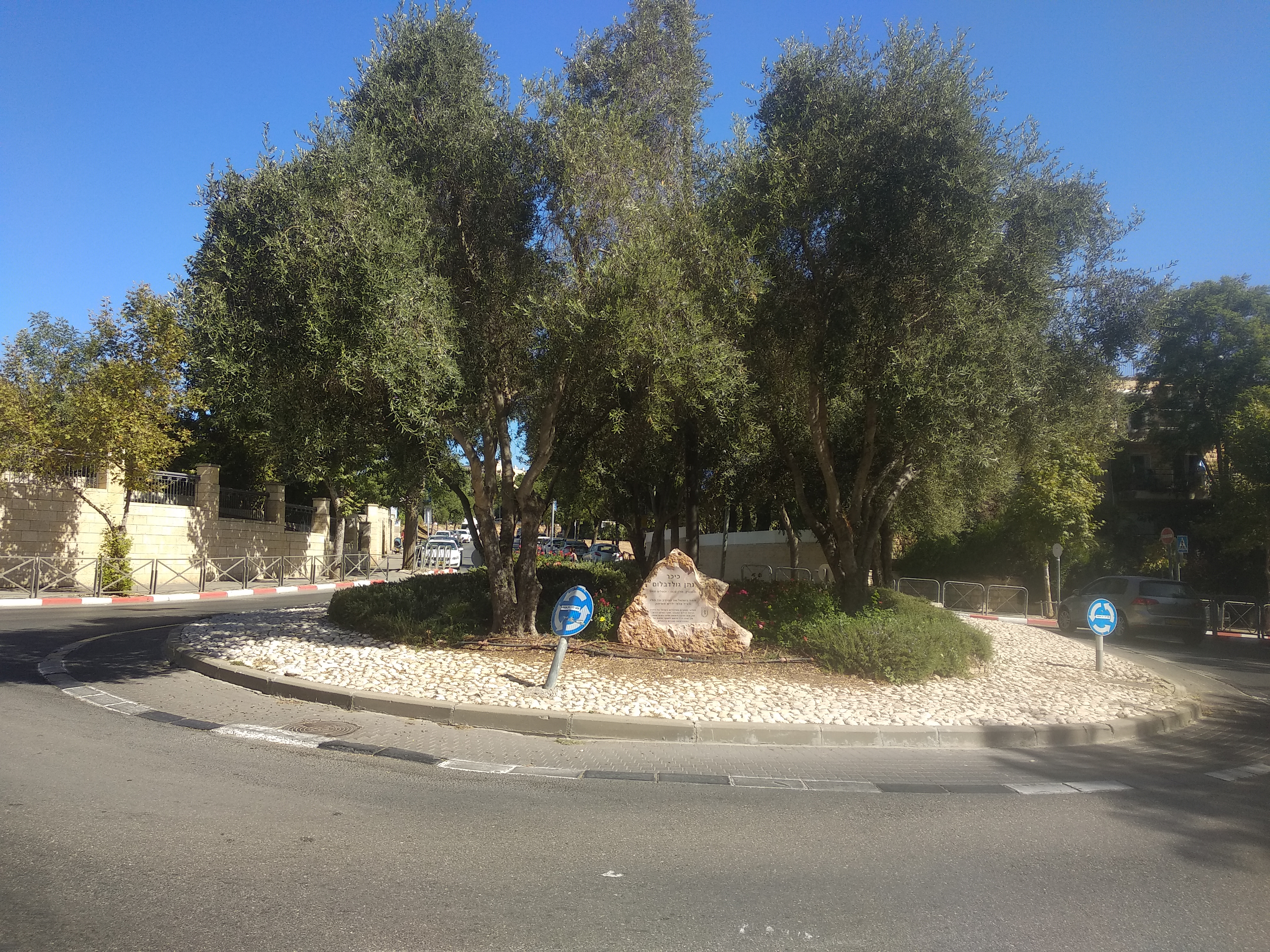
ساحة ناتان غولدبلوم في القدس

في عام 1960 انضم غولدبولم إلى كلية الطب في الجامعة العبرية، وأصبح مديرًا لقسم علم الفيروسات، وفي عدة أيام تم تعيينه نائبًا لرئيس الجامعة للبحث والتطوير. وقام بالكثير من الأبحاث التي شملت العديد من مجالات علم الفيروسات، بما في ذلك دراسات حول فيروس حمى غرب النيل، وفيروسات أخرى تنتقل عن طريق الحشرات، ومجموعة من الفيروسات المسببة للسرطان. وعمل مستشارًا لمنظمة الصحة العالمية، وساهم في تطوير العلاقات العلمية مع الدول الإفريقية، بما فيها مصر. وقد درس لجيل من علماء الفيروسات الذين شغلوا مناصب رئيسية في جميع المؤسسات البحثية والطبية في إسرائيل.

## جوائز
في عام 1988 حصل على جائزة إسرائيل لعلوم الحياة.

## عائلته
ابنه الأكبر هو البروفيسور عميرام غولدبلوم، محاضر في الكيمياء الطبية في الجامعة العبرية، وأحد مؤسسي حركة "السلام الآن"، وابنه الأصغر هو داني غولدبلوم، خريج قسم الجغرافيا في الجامعة العبرية..